# Vicenta Janer Jubert

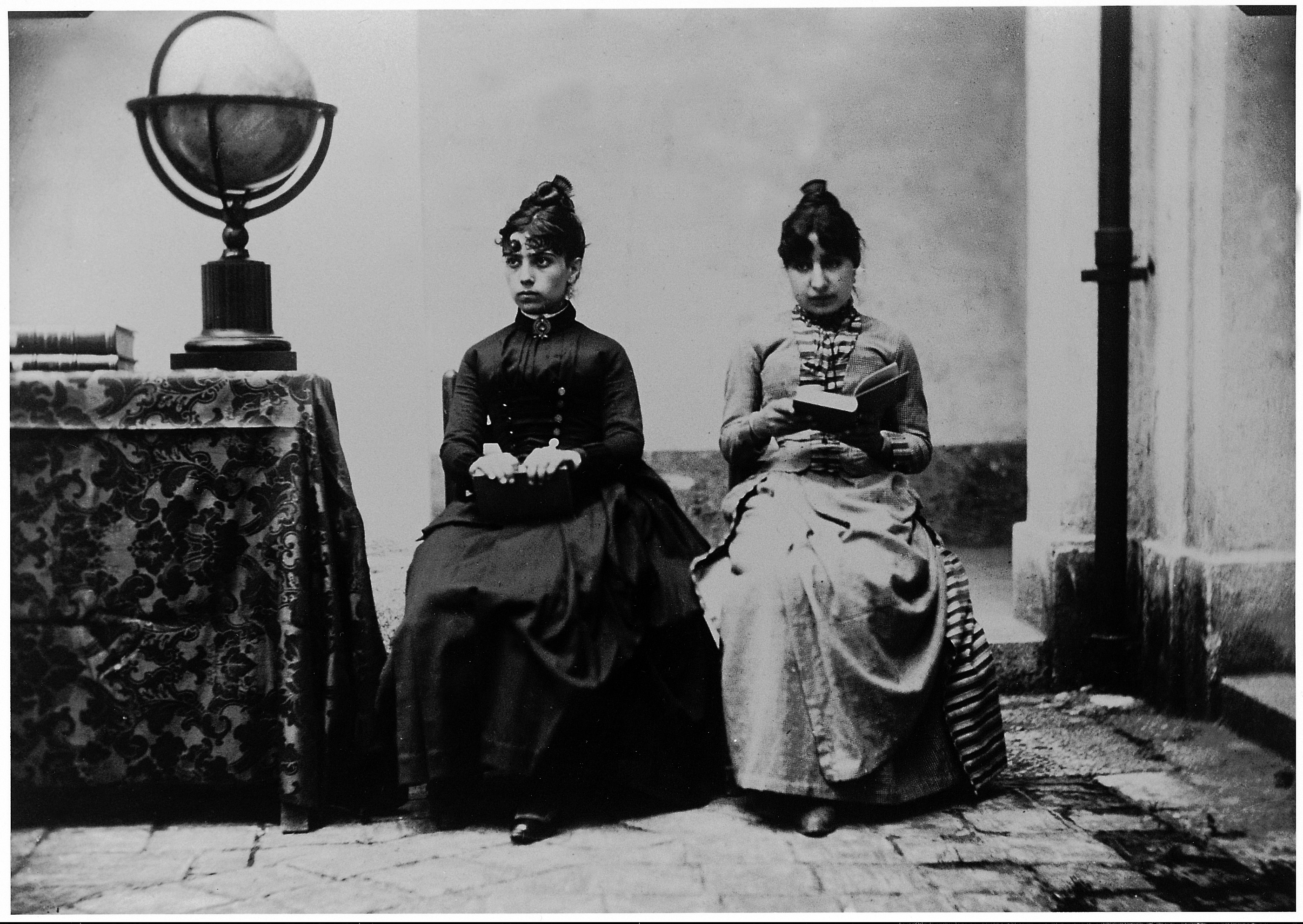
Alumnes de l’Institut Provincial. 1900 ca. Autor desconegut. Col·lecció Ajuntament de Girona

Vicenta Janer Jubert   (Girona, 1865 - Barcelona, 8 de desembre de 1900) va ser una mestra de noies i la primera alumna matriculada a l'Institut de Batxillerat de Girona Posteriorment va cursar els estudis de Magisteri a Barcelona i va exercir tota la seva vida com a mestra de senyoretes, procurant i fomentant la promoció de la dona i la normalització en la seva formació.

## Biografia
Vicenta Janer va néixer a Girona el 1865. Era la única filla de Francesc Janer i de Dolors Jubert, i durant molts anys va viure a la Plaça de Sant Francesc, avui avinguda de Sant Francesc, de Girona. Vicenta era neboda de Josep Jubert Cortada (Cassà de la Selva, 1820-1884), farmacèutic. Regidor de l’Ajuntament de Girona, diputat provincial i catedràtic de la Universitat Lliure de Girona[4]. És possible que l’ambient familiar influís en la vocació d’estudiant de Vicenta.
El 18 de setembre de 1876, als 11 anys, va presentar la sol·licitud per presentar-se a l'examen d’ingrés del Batxillerat, com a pas per començar a estudiar a l'Institut. Una setmana després, el 25 de setembre es va examinar i va obtenir la qualificació de Aprovado. L'expedient recull la seva trajectòria acadèmica a Girona durant els cursos següents, cursant les assignatures de Llatí, Castellà, Geografia, Història Universal, Retòrica i Poètica, Història d'Espanya, Geometria i Trigonometria.
Un cop acabats els estudis a Girona va passar a Barcelona per estudiar Magisteri, carrera que en aquell moment no era possible cursar a Girona. A Barcelona figura també com la primera dona matriculada a la càtedra de Taquigrafia de la Diputació de Barcelona, el 1883.
Des de sempre va treballar per la promoció de la dona a través de la seva formació i va participar en nombroses iniciatives.

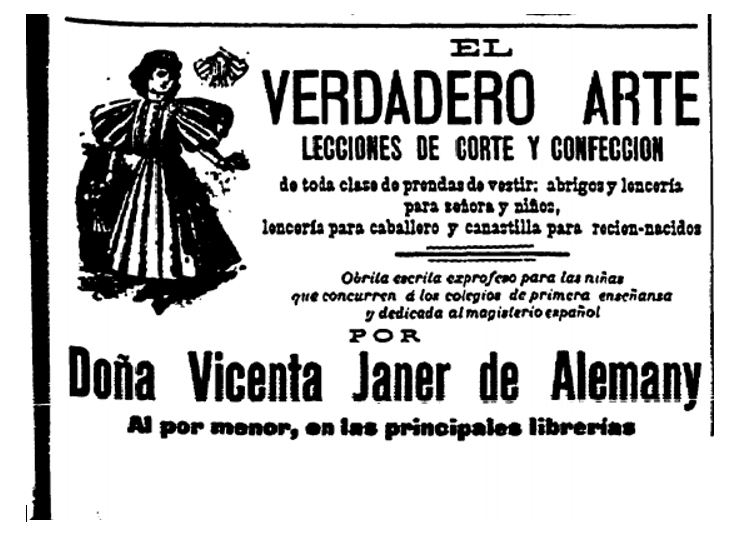
Anunci del llibre manual de Tall i Confecció, publicat per Vicenta Janer el 1893. Publicat a La Dinastia el 14 d'abril de 1893.

El 1885, Vicenta Janer va formar part del claustre de professores escollides per Clotilde Cerdà, que signava els seus articles com Esmeralda Cervantes, per fundar una Acadèmia de Belles Arts i Oficis, juntament amb la doctora Dolors Aleu, i Josefa Cerdà, Carolina Thos i Antònia Opiso, entre d'altres.
L'any 1889 va ser guardonada amb la medalla d'or al Certamen de la Sociedad Barcelonesa de Amigos de la Instrucción, i es va fer una vetllada de reconeixement a la seva tasca.
En la seva voluntat de promocionar l'educació de les nenes, va ser la primera presidenta de les colònies escolars organitzades per la Sociedad Econòmica Barcelonesa la primera edició de les quals van fer-se el 1893.
També va ser l'autora d'un manual de Tall i confecció que s'anunciava a la premsa el 1897. El llibre era fruit de les seves classes a l'Escola d'Institutrius de la Societat.
Més endavant va dirigir una escola per senyoretes a Barcelona, i es presentava com professora batxiller en arts, pèrit professor mercantil i taquígrafa sòcia de la Corporación Taquigráfica.
Vicenta Janer va pronunciar vàries conferències al llarg de la seva vida, com la que va donar el 9 de març de 1900 en la seu de la Sociedad Económica de Amigos del País, que auspiciava l'Escola de Institutrius. amb el títol: La Mujer: su influencia en el hogar doméstico.
Finalment la Sociedad Barcelonesa de Amigos de la Instrucción que tant havia acollit i animat les iniciatives de Vicenta Janer, va donar compte de la seva prematura mort a finals del 1900, havent fet moltes coses però deixant-ne moltes per fer.

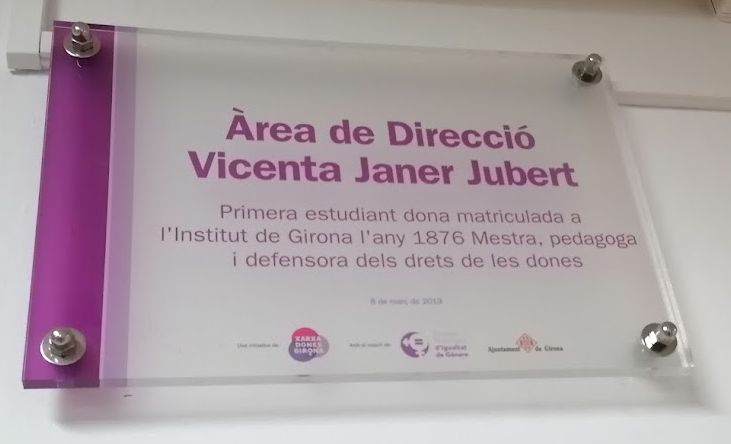
Placa que recorda el pas de Vicenta Janer per l'Institut de Girona, al segle XIX

En reconeixement de la seva trajectòria i condició, l'Àrea de Direcció de l'Institut Jaume Vicens Vives, precedent del vell Institut del carrer de la Força de Girona, porta el seu nom.